# Omphale guatemalensis
Omphale guatemalensis är en stekelart som beskrevs av Christer Hansson 2004. Omphale guatemalensis ingår i släktet Omphale och familjen finglanssteklar.
Artens utbredningsområde är Guatemala. Inga underarter finns listade i Catalogue of Life.